# Springdale (Arkansas)
Springdale je město v okresech Washington County a Benton County ve státě Arkansas ve Spojených státech amerických. Po městech Little Rock, Fayetteville a Fort Smith je čtvrtým největším městem v Arkansasu. Leží v oblasti Ozark Plateau jižně od města Rogers a severně od města Fayetteville, přičemž je důležitým průmyslovým centrem regionu.  
K roku 2020 zde žilo 84 161 obyvatel. S celkovou rozlohou 129 km² byla hustota zalidnění 661 obyvatel na km². Do roku 1872 neslo město název Shiloh. Mezi lety 1990 a 2010 se populace města zvýšila o 133 %. Ve městě sídlí potravinářská společnost Tyson Foods a má zde kampus Northwest Arkansas Community College. V roce 2020 se se Springdale sloučilo město Bethel Heights. Leží v oblasti s vlhkým subtropickým podnebím. 